# Eriborus exareolatus
Eriborus exareolatus är en stekelart som först beskrevs av Morley 1916.  Eriborus exareolatus ingår i släktet Eriborus och familjen brokparasitsteklar. Inga underarter finns listade i Catalogue of Life.